# Do ut facias
La locuzione latina do ut facias (letteralmente "io do affinché tu faccia") definisce - in diritto romano - uno dei cosiddetti contratti innominati.

## Nel diritto
Si tratta di convenzioni a forma libera tutelate - in deroga il principio generale di tipicità vigente in materia contrattuale - a condizione che le prestazioni concordate siano entrambe lecite e che una di esse sia già stata eseguita. In presenza di tale requisito sorge per l'altra parte l'obbligo di adempiere la controprestazione.
Nel caso specifico, la prestazione già eseguita (do) consiste nella trasmissione del diritto di proprietà mentre la controprestazione (facias) può consistere in un qualsiasi altro comportamento.